# Julio Vallejo i Ruiloba
Julio Vallejo Ruiloba (Barcelona, 7 de maig de 1945 - Barcelona, 14 de gener de 2019) va ser un psiquiatre català, doctor i catedràtic de la Universitat de Barcelona, ex-President de la Societat Espanyola de Psiquiatria i acadèmic de la Reial Acadèmia de Medicina de Catalunya. Va escriure 56 llibres relacionats amb la psiquiatria com a autor principal i més de 350 articles científics.
Va ser acadèmic de la Reial Acadèmia de Medicina de Catalunya des de 2015. Va ser President de l'Associació Nacional ATOC (Associació Trastorns Obsessius-Compulsius) des de 2001. Va ser President de la Societat Catalana de Psiquiatria (1981-1982), President de la Societat Espanyola de Psiquiatria (2004-2008), President de la Societat Espanyola de Psiquiatria Biològica (1999-2003) i President de la Fundació Espanyola de Psiquiatria i Salut Mental
Tot i que va practicat la psiquiatria general, la seva activitat científica principal es va centrar en la depressió i els trastorns obsessius-compulsius. Va enfocar la seva recerca i la majoria dels seus treballs en aquesta àrea. Va publicar 357 articles científics en revistes nacionals (273) i internacionals (84) sobre temes psiquiàtrics, va escriure 56 llibres com a autor principal i 108 capítols com a autor secundari en tants altres, tots ells relacionats també amb la psiquiatria.

## Algunes obres
- Introducción a la psicopatología y la psiquiatría (8a edició) (2016)
- Melancolía (2011)
- Proceso a la psiquiatría actual (2011)
- Doctor, estoy deprimido (2010). Obra no científica.
- Tratado de psiquiatría Vol. I y II (2010)
- Temas y retos en la psicopatología actual (2007)
- Psiquiatría para no expertos (2006). Obra no científica.
- Estados obsesivos (2006)
- Patologías resistentes en psiquiatría (2005)
- Psiquiatría en atención primaria (2005)
- Trastornos de Personalidad (2004)
- La neurosis de angustia en el siglo XXI (2004)
- Manual de diagnóstico diferencial y tratamiento en psiquiatría (2001)
- Trastornos neuróticos (2001)
- Comorbilidad de los trastornos afectivos (2001)
- Trastornos afectivos: ansiedad y depresión (1999)